# حلف وارسو
كانت منظمة معاهدة وارسو، التي عُرفت رسميًا بمعاهدة الصداقة والتعاون والمعونة المشتركة، وبشكل عام بحلف وارسو، معاهدة أمن مشترك وُقعت في وارسو عاصمة بولندا بين الاتحاد السوفييتي وسبع جمهوريات اشتراكية أخرى من الكتلة الشرقية في مايو من عام 1955 خلال الحرب الباردة. كان حلف وارسو التكملة العسكرية لمجلس التعاون الاقتصادي، وهو المنظمة الاقتصادية الإقليمية للدول الاشتراكية في أوروبا الشرقية والوسطى. أقيم حلف وارسو في رد فعل على انضمام ألمانيا الغربية إلى حلف شمال الأطلسي في عام 1955 وفقًا لمؤتمري باريس ولندن لعام 1954.
أُسس حلف وارسو كتوازن للقوى أو كثقل موازن لحلف شمال الأطلسي. لم تقع مواجهة عسكرية مباشرة بين التكتلين، بل خيض الصراع على أسس أيديولوجية في حروب بالوكالة. أدى إنشاء كل من حلف وارسو وحلف شمال الأطلسي إلى توسيع القوات العسكرية ودمجها ضمن التكتلين المعنيين. كان غزو حلف وارسو لتشيكوسلوفاكيا في أغسطس من عام 1968 أكبر انخراط عسكري له (شاركت فيه كل دول الحلف باستثناء ألبانيا ورومانيا)، وهو ما أسفر عن انسحاب ألبانيا من الحلف بعد مرور أقل من شهر. بدأ انهيار الحلف بكليته مع امتداد ثورات 1989 إلى الكتلة الشرقية، انطلاقًا من حركة التضامن في بولندا ونجاحها الانتخابي في يونيو من عام 1989 ونزهة عموم أوروبا في أغسطس من عام 1989.
انسحبت ألمانيا الشرقية من الحلف في أعقاب إعادة توحيد ألمانيا في عام 1990. خلال اجتماع في المجر في 25 فبراير من عام 1991، أُعلنت نهاية الحلف من قبل وزراء الدفاع والخارجية للدول الأعضاء الست المتبقية. وتفكك الاتحاد السوفييتي نفسه في ديسمبر من عام 1991، على الرغم من تشكيل معظم الجمهوريات السوفييتية السابقة منظمة معاهدة الأمن الجماعي بعد ذلك بوقت قصير. خلال الأعوام العشرين التالية، انضمت جميع دول حلف وارسو خارج الاتحاد السوفييتي إلى حلف شمال الأطلسي (انضمت ألمانيا الشرقية إلى الحلف من خلال إعادة اتحادها مع ألمانيا الغربية، وانضمت إليه جمهورية التشيك وسلوفاكيا بصفتهما دولتين مستقلتين)، وانضمت إلى الحلف أيضًا دول البلطيق التي كانت جزءًا من الاتحاد السوفييتي.

## البنية
كانت منظمة معاهدة وارسو ذات شقين: اللجنة الاستشارية السياسية التي تناولت المسائل السياسية، وسيطرت القيادة المشتركة للقوات المسلحة للحلف على القوات المتعددة الجنسيات، وكان مقرها يقع في وارسو، بولندا. كان القائد الأعلى للقوات المسلحة الموحدة لمنظمة معاهدة وارسو، الذي ترأس وسيطر على كامل القوات العسكرية للدول الأعضاء، النائب الأول لوزير دفاع اتحاد الجمهوريات الاشتراكية السوفييتية أيضًا، وكان رئيس الأركان المشتركة للقوات المسلحة الموحدة لمنظمة معاهدة وارسو أيضًا النائب الأول لرئيس هيئة الأركان العامة للقوات المسلحة السوفييتية. وبذلك، على الرغم من كونه ظاهريًا تحالفًا أمنيًا جماعيًا دوليًا، سيطر الاتحاد السوفييتي على القوات المسلحة لمعاهدة وارسو، على غرار سيطرة الولايات المتحدة الأمريكية على حلف شمال الأطلسي.

### رومانيا وألبانيا
كانت رومانيا –وألبانيا، حتى عام 1968- استثناءين. فإلى جانب يوغسلافيا، التي انفصلت عن الاتحاد السوفييتي قبل إنشاء حلف وارسو، رفضت هذه الدول الثلاثة بصورة تامة العقيدة السوفييتية التي صيغت للحلف. تركت ألبانيا المنظمة رسميًا في عام 1968، احتجاجًا على غزوها لتشيكوسلوفاكيا. كان لدى رومانيا أسبابها الخاصة للبقاء عضوًا رسميًا في حلف وارسو، مثل مصلحة نيكولاي تشاوشيسكو في الحفاظ على تهديد الحلف بالغزو لكي يتمكن من الترويج لنفسه كقومي إضافة إلى التمتع بامتياز إقامة صلات بنظرائه في حلف شمال الأطلسي ومقعد في العديد من منتديات الدول الأوروبية التي لم يكن ليحصل عليها بطريقة أخرى (على سبيل المثال، شكلت رومانيا وباقي دول حلف وارسو التي كانت تحت قيادة الاتحاد السوفييتي مجموعتين متمايزتين في صياغة اتفاقية هلسنكي). حين تولى أندريه غريتشكو قيادة حلف وارسو، كانت كل من رومانيا وألبانيا قد انشقتا عن الحلف لأغراض عملية. في أوائل الستينيات من القرن العشرين، أطلق غريتشكو برامج تهدف إلى منع البدع العقائدية من الامتداد إلى باقي أعضاء الحلف. هددت عقيدة الدفاع عن الأراضي الرومانية وحدة الحلف وتماسكه. ولم تنجح أي دولة أخرى في الهروب من حلف وارسو كما نجحت رومانيا وألبانيا. على سبيل المثال، كانت نماذج الدعائم الأساسية لقوات الدبابات الرومانية مطورة محليًا. نُشرت القوات السوفييتية في رومانيا للمرة الأخيرة في عام 1963، كجزء من مناورات حلف وارسو. بعد عام 1964، مُنع الجيش الأحمر من العودة إلى رومانيا مع رفضها المشاركة في مناورات الحلف المشتركة.
حتى قبل مجيء نيكولاي تشاوشيسكو، كانت رومانيا دولة مستقلة في حقيقة الأمر، على عكس بقية دول حلف وارسو. وكانت إلى حد ما أكثر استقلالًا من كوبا (دولة شيوعية لم تكن عضوًا في حلف وارسو). كان النظام الروماني إلى حد كبير منيعًا أمام النفوذ السياسي السوفييتي، وكان تشاوشيسكو الخصم المعلن الوحيد للغلاسنوست وبيريسترويكا. نظرًا إلى العلاقة المتضاربة بين بوخارست وموسكو، لم يحمّل الغرب الاتحاد السوفييتي مسؤولية السياسات التي انتهجتها بوخارست. لم يكن هذا هو الحال بالنسبة للبلدان الأخرى في المنطقة، كتشيكوسلوفاكيا وبولندا. في بداية عام 1990، أكد وزير الخارجية السوفييتي، إدوارد شيفرنادزه، ضمنيًا عدم وجود أي نفوذ سوفييتي على رومانيا في عهد تشاوشيسكو. وحين سُئل عما إذا كان من المنطقي بالنسبة له زيارة رومانيا بعد أقل من أسبوعين على ثورتها، أصر شيفرنادزه أنه فقط عبر الذهاب شخصيًا إلى رومانيا يمكنه معرفة كيفية «استعادة النفوذ السوفييتي».
طلبت رومانيا الانسحاب الكامل للجيش الأحمر من أراضيها في عام 1958، ونالت ذلك. بلغت الحملة الرومانية لنيل الاستقلال أوجها في 22 أبريل 1964 حين أصدر الحزب الشيوعي الروماني إعلانًا ينص على أن: «كل حزب ماركسي لينيني يمتلك حقًا سياديًا في تطوير أو اختيار أو تغيير أشكال وأساليب البناء الاشتراكي» وأنه «ليس ثمة حزب «أب» وحزب «ابن»، ولا أحزاب «تابعة» و«خاضعة»، بل ثمة فقط الأسرة الكبيرة من الأحزاب الشيوعية والعمالية التي تمتلك حقوقًا متساوية» وأيضًا «ليس هناك ولا يمكن أن يكون هناك أنماط ووصفات فريدة». كان هذا بمثابة إعلان الاستقلال السياسي والأيديولوجي عن موسكو.
في أعقاب انسحاب ألبانيا من حلف وارسو، بقيت رومانيا العضو الوحيد في الحلف الذي يمتلك عقيدة عسكرية مستقلة منعت الاتحاد السوفييتي من اسخدام قواته المسلحة وتجنبت الاعتماد المطلق على الموارد السوفييتية للمعدات العسكرية. كانت رومانيا العضو الوحيد غير السوفييتي في حلف وارسو الذي لم يكن مضطرًا للدفاع عسكريًا عن الاتحاد السوفييتي في حالة وقوع هجوم مسلح. كانت رومانيا أيضًا العضو الوحيد في الحلف الذي لم يكن لديه قوات سوفييتية متمركزة على أراضيه. في ديسمبر من عام 1964، أصبحت رومانيا العضو الوحيد في حلف وارسو (باستثناء ألبانيا، التي ستغادر المعاهدة بشكل نهائي في غضون 4 سنوات) الذي سحب منه جميع المستشارين السوفييت، بما في ذلك مستشاري أجهزة الاستخبارات والأمن. لم يقتصر الأمر على عدم مشاركة رومانيا في عمليات مشتركة في لجنة أمن الدولة، بل أنشات أيضًا «أقسامًا متخصصة في مكافحة التجسس الذي يستهدف لجنة أمن الدولة». وبقيت رومانيا على الحياد في الانقسام السوفييتي الصيني.

## الدول الأعضاء
| تاريخ الانضمام | الدولة                     | ملاحظات              |
| -------------- | -------------------------- | -------------------- |
| 1955م          | الاتحاد السوفيتي           |                      |
| 1955م          | ألبانيا                    | انسحبت في 1968م      |
| 1955م          | بلغاريا                    |                      |
| 1956م          | ألمانيا الشرقية            | سقطت في أكتوبر 1990م |
| 1955م          | بولندا                     |                      |
| 1955م          | تشيكوسلوفاكيا              |                      |
| 1955م          | جمهورية رومانيا الاشتراكية | انسحبت في 1989م      |
| 1955م          | المجر                      |                      |

الدولة الأوروبية الشيوعية الوحيدة التي لم تنضم لهذا الحلف هي يوغسلافيا. من أهم أهداف هذا الحلف الدفاع عن أي دولة من أعضائه إذا هوجمت. تنص المعاهدة على أهمية التعاون المشترك بين دول الحلف دون التدخل في أي من الشؤون الداخلية لدولة ما (تتبع الحلف) واحترام سيادتها واستقلالها. على الرغم من ذلك، فإن هذا البند قد تم خرقه أكثر من مرة في تاريخ هذا الحلف ففي الثورة المجرية وربيع براغ تم التدخل من دول أخرى في الحلف لقمع الثورات المندلعة آنذاك وكانت الحجة في التدخل دائما هي أن القوى المتدخلة إنما دعيت للتدخل، ليس بإرادتها، وبالتالي فإن البند في المعاهدة رسميا لم يخرق.
انسحبت ألبانيا من الحلف بعد الانقسام الصيني السوفييتي والذي أدى لتكوين حلفاء جدد لكل من النظامين الشيوعيين؛ السوفيتي والصيني. ثم انسحبت ألبانيا من الحلف رسميا عام 1968 بعد أن وضحت تبعيّتها للنظام الشيوعي الصيني.

## التاريخ
خلال الثورة المجرية التي قامت عام 1956م، قامت الحكومة التي يتزعمها إيمري ناغ بالانسحاب من حلف وارسو. نتيجة لذلك اقتحم الجيش الأحمر المجر وقمع تلك الثورة بالعنف، مستندا في ذلك إلى دستور الحلف. ويجدر الذكر إلى أن أيّا من الدول الأخرى، لم تشارك في هذا الهجوم(راجع عن الرئاسة في المجر).
تم استخدام قوات حلف وارسو عدة مرات فمثلا خلال ثورة ربيع براغ عام 1968 م قامت القوات باقتحام تشيكوسلوفاكيا للقضاء على تلك الثورة التي كانت بقيادة ألكسندر دوبتشك.

## وصلات خارجية
- أرشيف وثائق حلف وارسو (بالإنجليزية).